# Sœurs basiliennes, Filles de Sainte-Macrine
Ne doit pas être confondu avec Sœurs de l'ordre de Saint Basile le Grand.
Les sœurs basiliennes, filles de Sainte-Macrine sont une congrégation religieuse féminine de rite byzantin et de droit pontifical. 

## Historique
En 1920, le Père Nilo Borgia (it), religieux de l'ordre Basilien italien de Grottaferrata, est envoyé à Mezzojuso où se trouve une communauté arbëresh pour rouvrir l'ancien monastère de Saint-Basile ; il forme le projet de créer un nouvel institut religieux pour l'apostolat des populations italo-albanaises de rite byzantin et des chrétiens d'Orient.
Deux sœurs, Hélène et Agnès Raparelli arrivent à Mezzojuso le 8 juillet 1921 et les neuf premières religieuses prononcent leurs vœux religieux le 30 juillet 1930. Hélène Raparelli prend le nom de sœur Macrine et dirige la congrégation comme supérieure générale. Agnès devient sœur Eumelia et s'acquitte de la tâche de maîtresse des novices et assistante générale. Le Père Nil Borgia est le guide spirituel de la communauté.
De 1924 à 1966 plusieurs maisons sont ouvertes dans les communautés italo-albanais. En 1969, le noviciat des sœurs basiliennes est transféré de Mezzojuso à Grottaferrata. L'institut reçoit le décret de louange en 1972. En 1980, elles sont présentes au Kosovo et depuis 1992, avec la chute du régime communiste, elles sont de retour en Albanie, la même année, elles ouvrent également une maison en Inde.

## Activités et diffusion

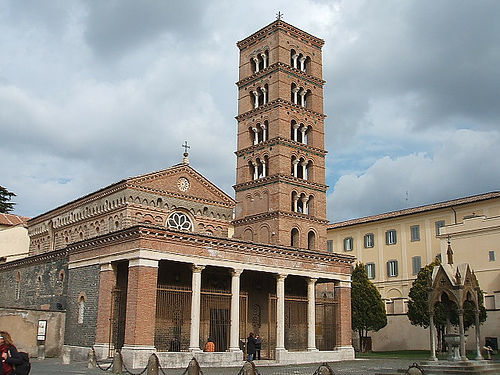
L'Abbaye territoriale Sainte-Marie de Grottaferrata, maison généralice de l'ordre.

Les religieuses se consacrent à l'apostolat dans les communautés italo-albanaises immigrées ou arbëresh de rite byzantin et autres Églises catholiques orientales et contribuent au dialogue œcuménique avec les chrétiens de l'Orient. Elles œuvrent dans l'enseignement (maternelles, écoles primaires et secondaires), orphelinats, hôpitaux et maisons de retraites. 
Elles sont présentes en Italie, Albanie, Kosovo et récemment en Inde. 
La maison généralice est à Grottaferrata. 
En 2015, la congrégation comptait 93 sœurs dans 17 maisons.